# Nikolaï Nentchev
Nikolaï Nentchev (en bulgare : Николай Ненчев), né le 11 août 1966, est un homme d'État bulgare membre de l'Union nationale agraire bulgare (BZNS). Il est ministre de la Défense entre 2014 et 2017.

## Biographie

### Parcours politique
Il est directeur de cabinet du vice-président de la République Todor Kavaldjiev, en poste entre 1997 et 2002. En 2014, il est élu député et devient vice-président du groupe parlementaire du Bloc réformateur. Le 7 novembre suivant, il est nommé ministre de la Défense dans le gouvernement de coalition centriste du Premier ministre conservateur Boïko Borissov.